# Gaugrafenburg Bretten
Die Gaugrafenburg Bretten (auch: Burg Salzhofen) ist der Rest einer Höhenburg bei 220 m ü. NN auf einem steilen Berg nahe der Wüstung Salzhofen, 1750 Meter südlich der Stadtkirche von Bretten im Landkreis Karlsruhe in Baden-Württemberg.
Die Burg ist im 11. Jahrhundert vermutlich von Kraichgaugrafen erbaut worden. 1933 bis 1935 fanden Grabungen statt. Von der ehemaligen Burganlage sind noch der Stumpf des Wohnturms und Wallreste erhalten.